# Hög trådklubba
Hög trådklubba (Typhula phacorrhiza) är en svampart som först beskrevs av Reichardt, och fick sitt nu gällande namn av Elias Fries 1818. Hög trådklubba ingår i släktet Typhula och familjen trådklubbor.  Arten är reproducerande i Sverige. Inga underarter finns listade i Catalogue of Life.